# ألفرد لونش
ألفرد لونش (بالإنجليزية: Alfred Lynch)‏ هو ممثل بريطاني، ولد في 26 يناير 1931 في المملكة المتحدة، وتوفي في 16 ديسمبر 2003 ببرايتون في المملكة المتحدة بسبب سرطان.

## وصلات خارجية
- ألفرد لونش على موقع IMDb (الإنجليزية)
- ألفرد لونش على موقع ألو سيني (الفرنسية)
- ألفرد لونش على موقع أول موفي (الإنجليزية)
- ألفرد لونش على موقع قاعدة بيانات برودواي على الإنترنت (الإنجليزية)
- ألفرد لونش على موقع قاعدة بيانات الأفلام السويدية (السويدية)
- ألفرد لونش على موقع قاعدة بيانات الفيلم (الإنجليزية)
- ألفرد لونش على موقع كينوبويسك (الروسية)